# フランシスコ・ビリャローヤ
- フランシスコ・ビジャローヤ

フランシスコ・ビリャローヤ（Francisco Villaroya、1966年8月6日 - ）は、スペイン・サラゴサ出身の元サッカー選手。現役時代のポジションはディフェンダー、ミッドフィールダー。
甥であるアンヘル・ラフィタもレアル・サラゴサやデポルティーボ・ラ・コルーニャでプレーするサッカー選手である。

## 経歴
地元サラゴサのクラブ、レアル・サラゴサでデビュー。しかし、その後の多くの時間をリザーブチームで過ごした。1990年夏の移籍市場でレアル・マドリードへ移籍し、レフトバックのポジションをミケル・ラサと争った。しかし、最終2シーズンには13試合しか出場機会がなく、1994年にデポルティーボ・ラ・コルーニャへと移籍。
デポルティーボ・ラ・コルーニャで2シーズン過ごした後、スポルティング・デ・ヒホンへと活躍の場を移した。1998-99シーズン、セグンダ・ディビシオンのCDバダホスでプレーし、引退した。
1989年9月20日に、ポーランドとの親善試合でスペイン代表デビュー。代表で14試合に出場し、1990 FIFAワールドカップにも全試合に出場している。

## 所属クラブ
- レアル・サラゴサ 1984-1990
- レアル・マドリード 1990-1994
- デポルティーボ・ラ・コルーニャ 1994-1996
- スポルティング・デ・ヒホン 1996-1998
- CDバダホス 1998-1999

## 獲得タイトル
- コパ・デル・レイ 1985-86, 1992-93, 1994-95
- スーペルコパ・デ・エスパーニャ 1990, 1993, 1995